# Jaime Komer
Jaime Elizabeth Komer (nascida Hipp; Fresno, 1 de setembro de 1981) é uma jogadora de polo aquático estadunidense, medalhista olímpica, bicampeã mundial e campeã pan-americana.

## Carreira
Komer fez parte da equipe dos Estados Unidos que conquistou a medalha de prata nos Jogos Olímpicos de 2008, em Pequim.